# Marcusenius meronai
Marcusenius meronai és una espècie de peix pertanyent a la família dels mormírids i a l'ordre dels osteoglossiformes.

## Etimologia
Marcusenius fa referència a l'alemany Johann Marcusen (el primer ictiòleg a estudiar els mormírids de forma sistemàtica), mentre que l'epítet meronai al·ludeix a Bernard de Merona, amic i col·lega dels autors que van anomenar aquesta espècie.

## Descripció
El cos, moderadament allargat, fa 18,7 cm de llargària màxima. Cap espina a les aletes dorsal i anal. 21-23 radis tous a l'única aleta dorsal i 25-29 a l'anal. Origen de l'aleta dorsal al mateix nivell o lleugerament per darrere del de l'aleta anal. Aletes pectorals més curtes que el cap i amb els extrems arribant a l'origen de les aletes pelvianes. Aleta caudal forcada. Peduncle caudal gruixut. 50-54 escates a la línia lateral i 12 al voltant del peduncle caudal. Cap amb una depressió central. Perfil dorsal del cap clarament còncau. Boca terminal i amb les dents bicúspides (5 al maxil·lar superior i 5-6 a l'inferior). Musell relativament allargat, corbat i prominent. Absència de barbetes sensorials i d'aleta adiposa. Ulls petits. Es diferencia de Marcusenius ussheri pels ulls (els quals són més petits en relació amb la longitud del cap) i de Marcusenius mento pel nombre d'escates a la línia lateral. Color de fons molt fosc, amb el cap i l'esquena negres, i els flancs i el ventre una mica més clars (conservat en alcohol, el seu color natural tendeix a desaparèixer i alguns exemplars arriben a mostrar una franja transversal negra als flancs que uneix les bases de les aletes dorsal i anal). Aletes fosques. Primers radis de l'aleta dorsal tacats de negre.

## Hàbitat i distribució geogràfica
És un peix d'aigua dolça, demersal i de clima tropical, el qual viu a Àfrica: els rius Bagbé i Rokel a Sierra Leone.

## Observacions
És inofensiu per als humans, forma part de la dieta humana local, el seu índex de vulnerabilitat és baix (21 de 100) i les seues principals amenaces són la desforestació, l'expansió agrícola i les sequeres.